# Евтушевский, Василий Адрианович
Василий Адрианович Евтушевский (1836—1888) — русский педагог, методист-математик; редактор и общественный деятель. Действительный статский советник

## Биография
Родился 24 апреля (6 мая) 1836 года в Полтаве. В 1861 году окончил физико-математический факультет Санкт-Петербургского университета со степенью кандидата и был командирован за границу для изучения системы подготовки учителей в педагогических учебных заведениях.
С 1864 года руководил Высшими педагогическими курсами при 2-й военной гимназии. В 1868 году начал преподавать математику в частной женской школе, затем — на Аларчинских женских курсах.
Долгое время был руководителем по математике на педагогических курсах при главном управлении военно-учебных заведений; преподавал математику великому князю цесаревичу Николаю Александровичу и великому князю Георгию Александровичу.
Много сил положил Евтушевский на создание Педагогического музея военно-учебных заведений в Соляном городке.
Состоя с 1877 года инспектором по учебной части во всех приютах ведомства совета детских приютов, он обобщил в них приёмы преподавания и обеспечил их контингентом хорошо подготовленных учительниц. Участвовал также в основании Андреевских курсов в Санкт-Петербурге, для подготовки учителей народных школ. Неоднократно руководил съездами народных учителей и учительниц. Пропагандировал так называемые «семейные школы», то есть совместные занятия небольшого числа детей знакомых семейств.
Своей известностью Евтушевский всего больше обязан докладам (в конце 1860-х и начале 1870-х гг., в «Педагогическом обществе») о преподавании математики, в особенности арифметики. Приняв за основу метод немецкого педагога А.-В. Грубе, в несколько изменённом виде, Евтушевский издал книги «Методика арифметики» (1872) и «Сборник арифметических задач», которые выдержали много изданий (задачник — свыше 30) и разошлись в количестве свыше миллиона экземпляров. Основу метода Евтушевского составляет подготовительное изучение свойств чисел первой сотни и вместе с тем ознакомление детей с арифметическими действиями. В 1879 году Евтушевский был избран председателем «Педагогического общества», которое в том же году было закрыто.
Вместе с Глазыриным Евтушевский в 1876 году издал «Методику приготовительного курса алгебры» и к ней небольшой сборник задач.
С конца 1877 до середины 1882 года В. А. Евтушевский вместе с А. П. Пятковским был редактором педагогического журнала «Народная школа». Был произведён в действительные статские советники.
Умер 11 (23) сентября 1888 года. Похоронен в Череменецком монастыре в Лужском уезде Санкт-Петербургской губернии.

## Семья
В 1864 году женился на дочери коллежского секретаря Прасковье Фёдоровне Алексеевой. Их дети:
- Анна (1875—?)
- Василий (1878—?)